# Köttelbeck
Der Köttelbeck (auch: Kötelbeck, niederdt. „Köttel“ = Kot, Unrat) ist ein 5,3 Kilometer langer Heidebach in der südlichen Lüneburger Heide.

## Verlauf

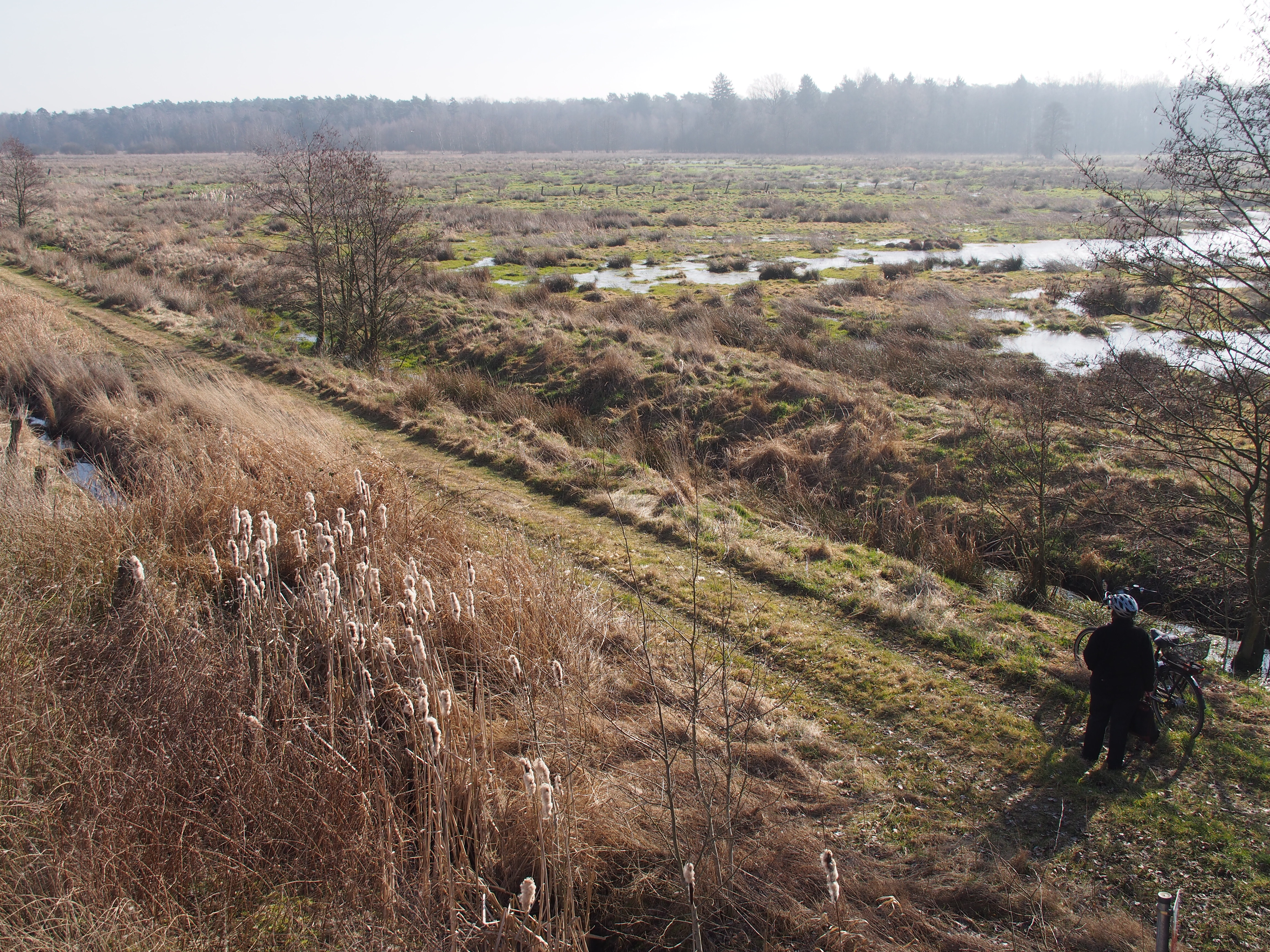
Der Köttelbeck (rechts des Weges) im Postmoor, östlich von Bargfeld (im NSG Lutter)

Der Köttelbeck entspringt in einem kleinen Sumpf östlich der Landstraße von Steinhorst nach Räderloh im Landkreis Gifhorn, fließt dann mehr als drei Kilometer fast schnurgerade durch das Postmoor nach Westen und mündet am Südrand von Bargfeld im Landkreis Celle von links (Osten) in die Lutter.
In der Erzählung Caliban über Setebos von Arno Schmidt wird er geschildert, auch als ein symbolisches Gewässer, das der Ich-Erzähler auf seinem Weg in den Hades überschreitet.